# Lancia Musa
De Lancia Musa is een historisch automodel van de Italiaanse autofabrikant Lancia, onderdeel uitmakend van de Fiat Group. De sinds 2004 in productie zijnde Musa is technisch vrijwel identiek aan de wat bekendere Fiat Idea, maar is de wat luxere tegenhanger van dit model. Waar de Musa op de Nederlandse snelwegen een niet heel vaak geziene verschijning is komt deze op de Italiaanse wegen vanzelfsprekend wat frequenter voor.
Eind augustus 2007 is bekendgemaakt dat er een aantal lichte veranderingen in het interieur en het exterieur van de Musa zullen plaatsvinden, waarvan de belangrijkste een vergrote kofferbak is. Ook is het accessoirepakket uitgebreid.
In 2012 is de productie van de Lancia Musa gestopt. Er zijn in totaal 238.324 exemplaren van de Musa geproduceerd.

## Fotogalerij

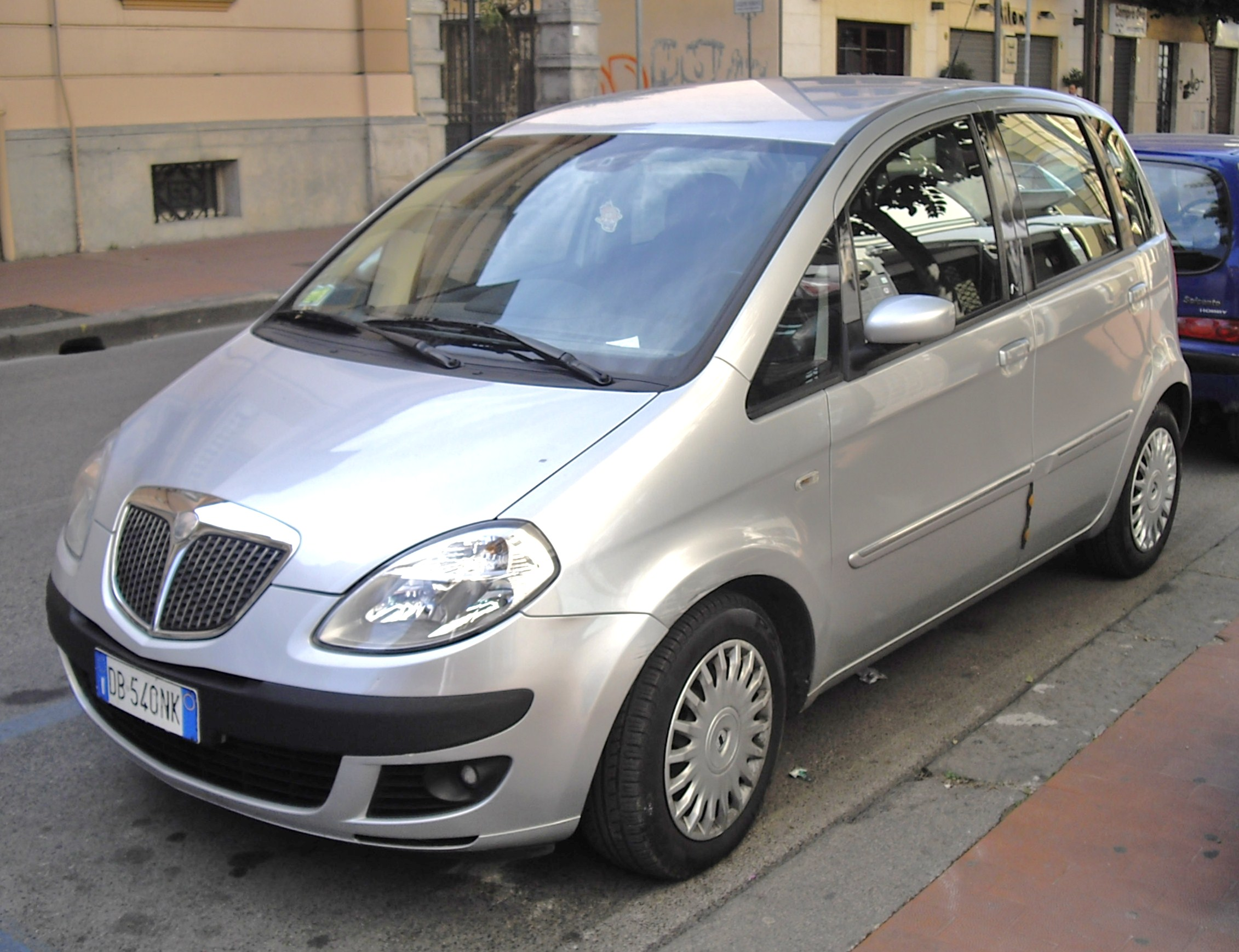
Musa 2004-2007
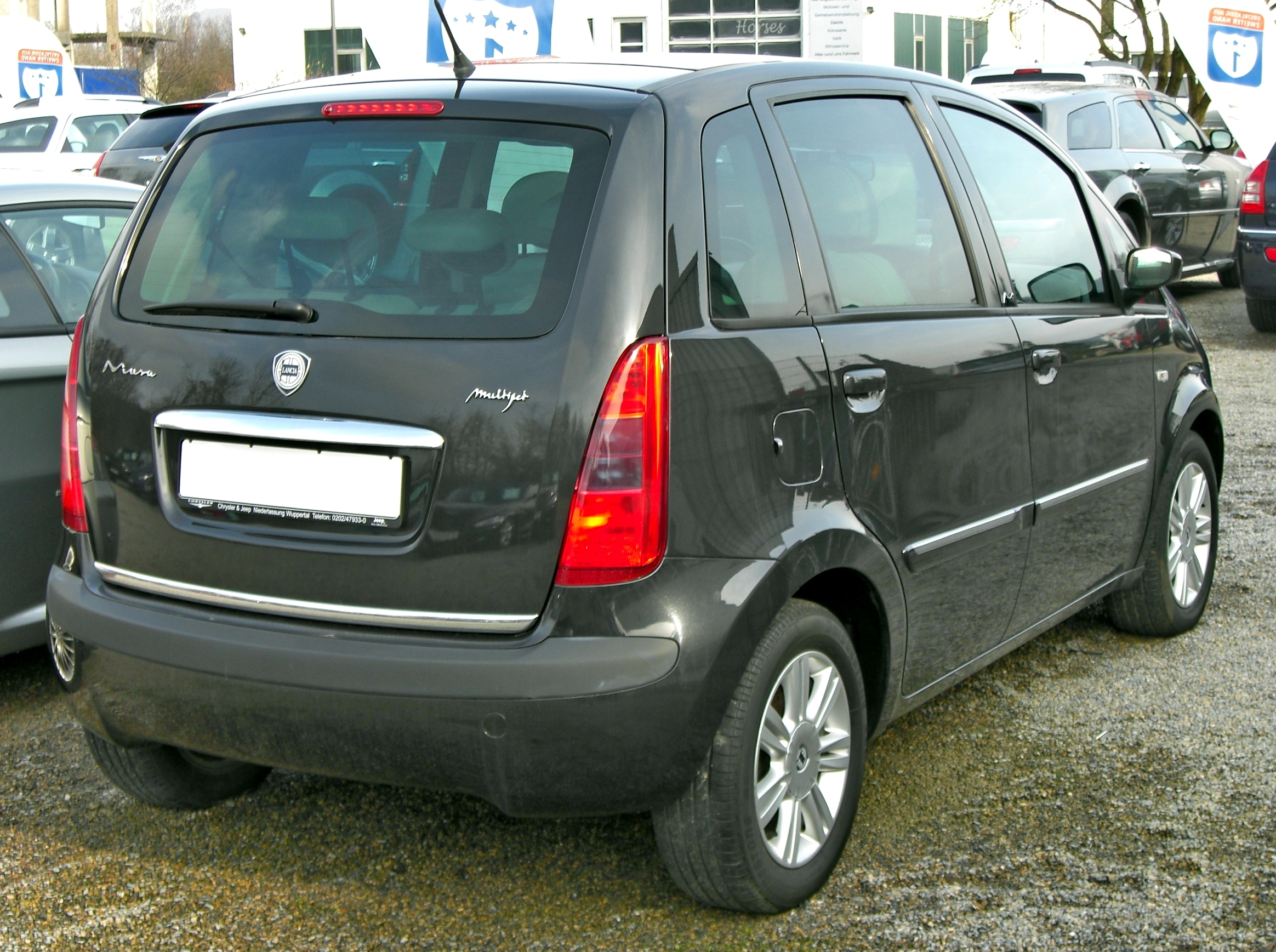
Musa 2004-2007
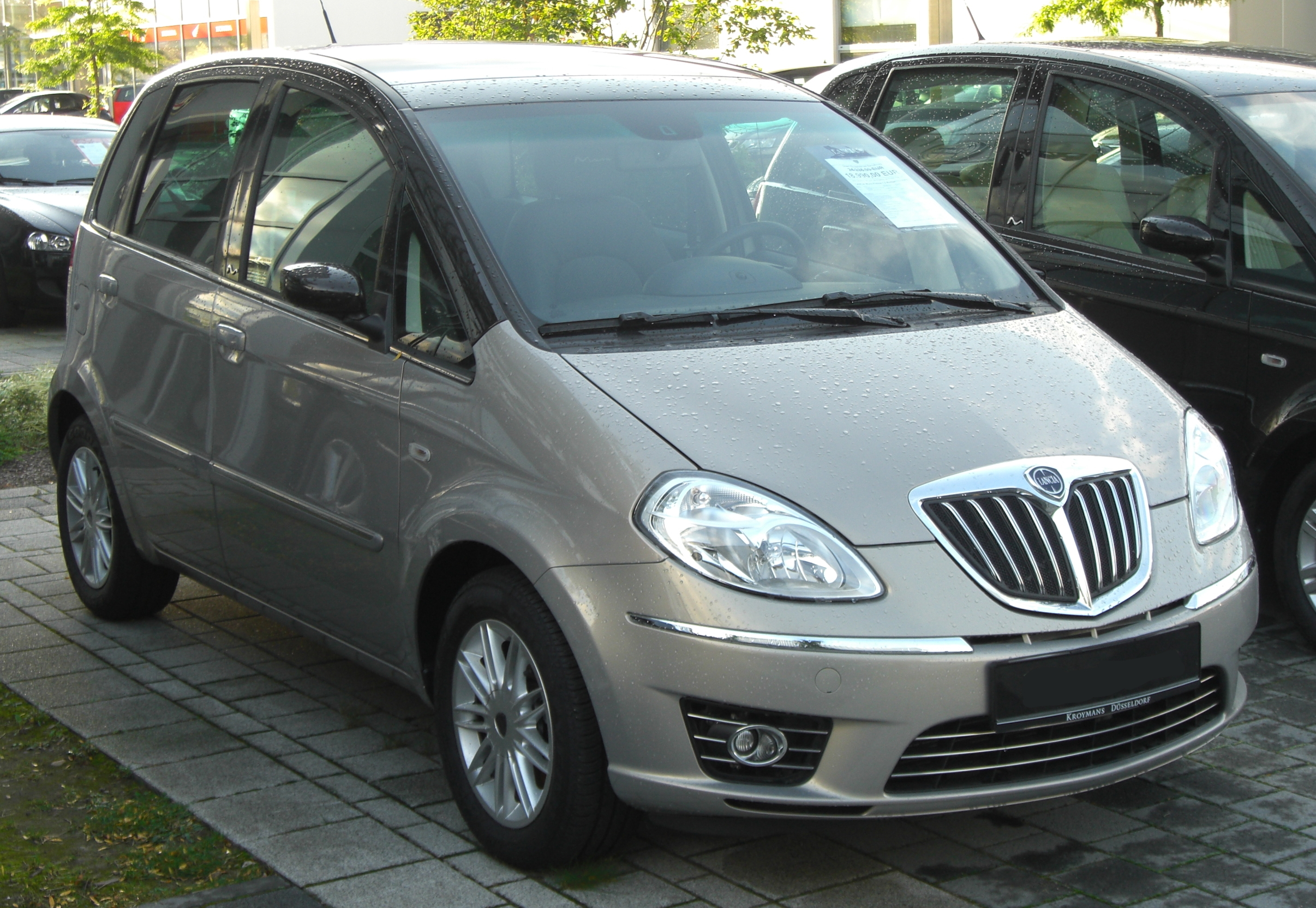
Musa 2008-2012
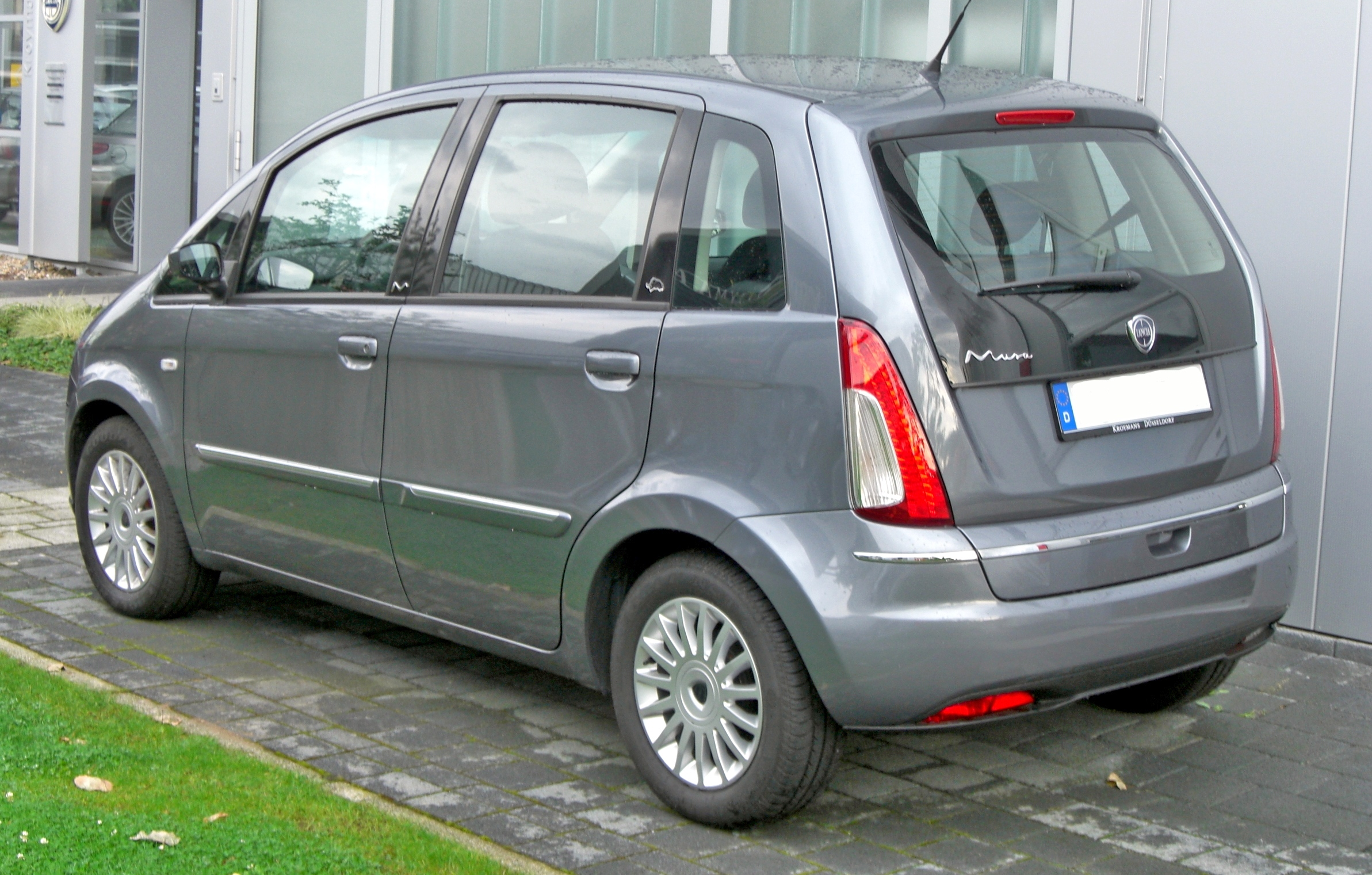
Musa 2008-2012
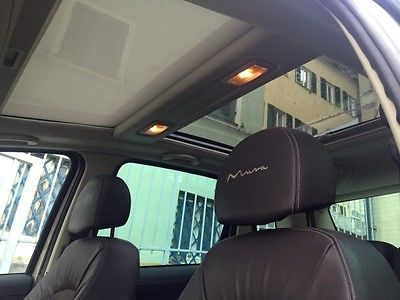
Musa 2008-2012
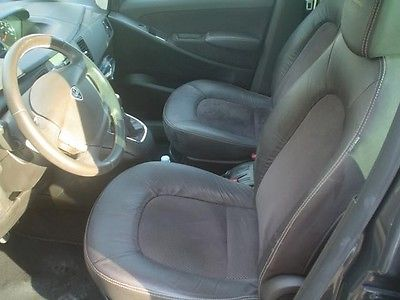
Musa 2008-2012
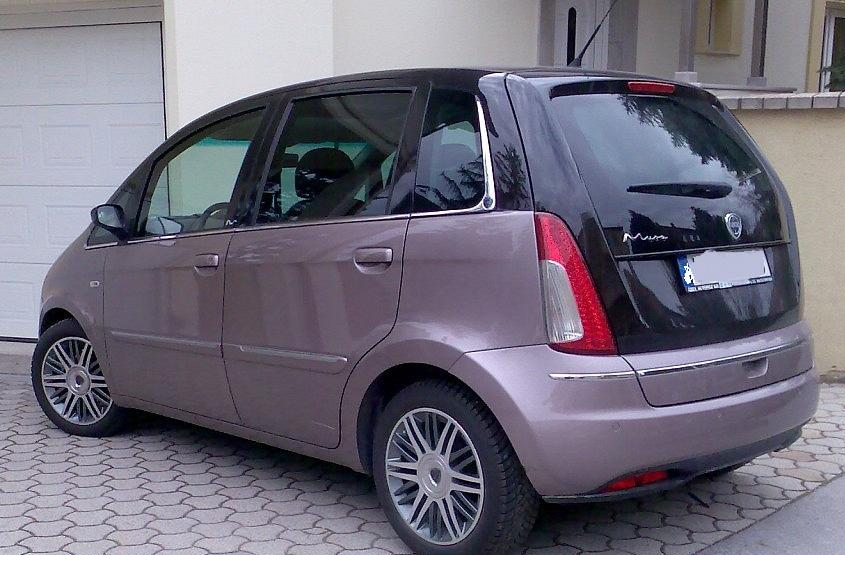
Musa 2008-2012
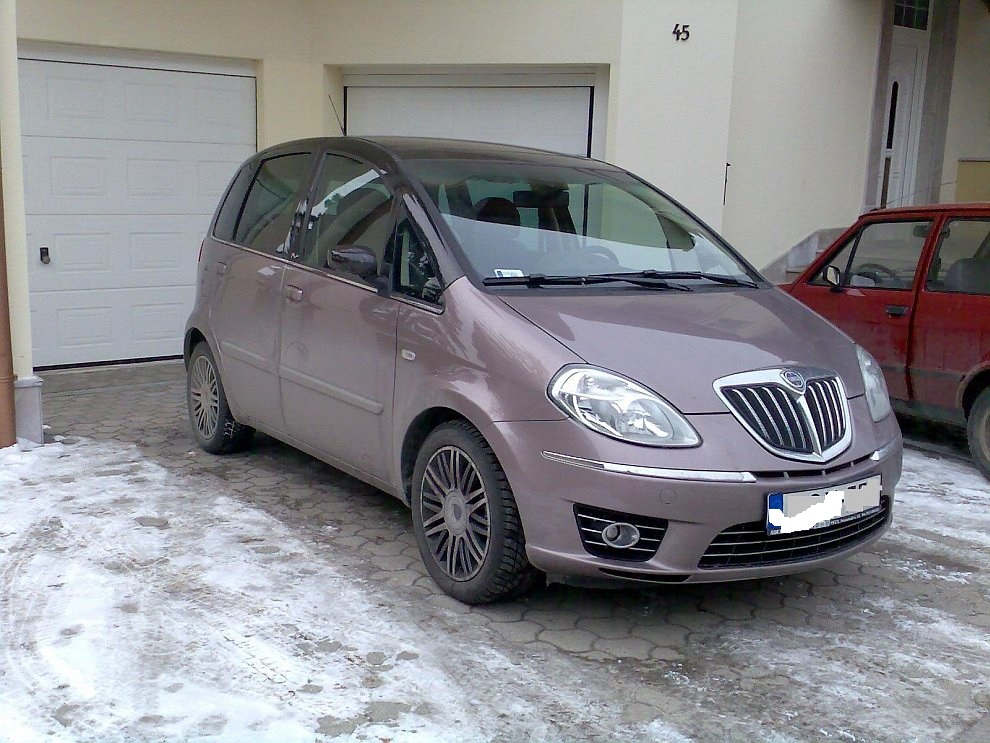
Musa 2008-2012
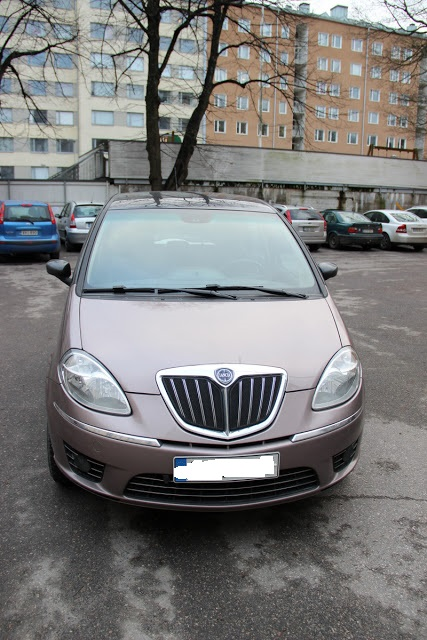
Musa 2008-2012
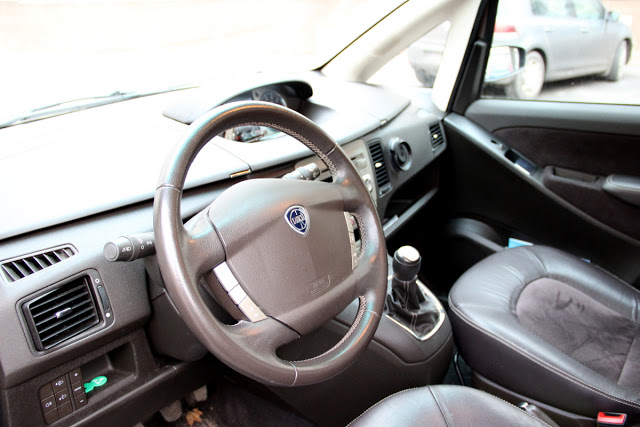
Musa 2008-2012
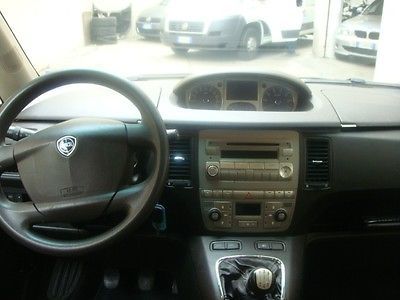
Musa 2008-2012
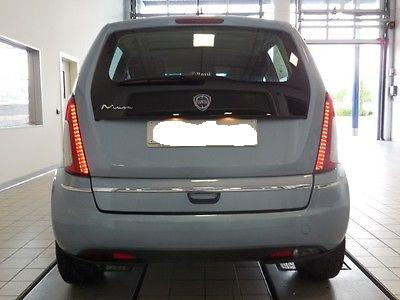
Musa 2008-2012
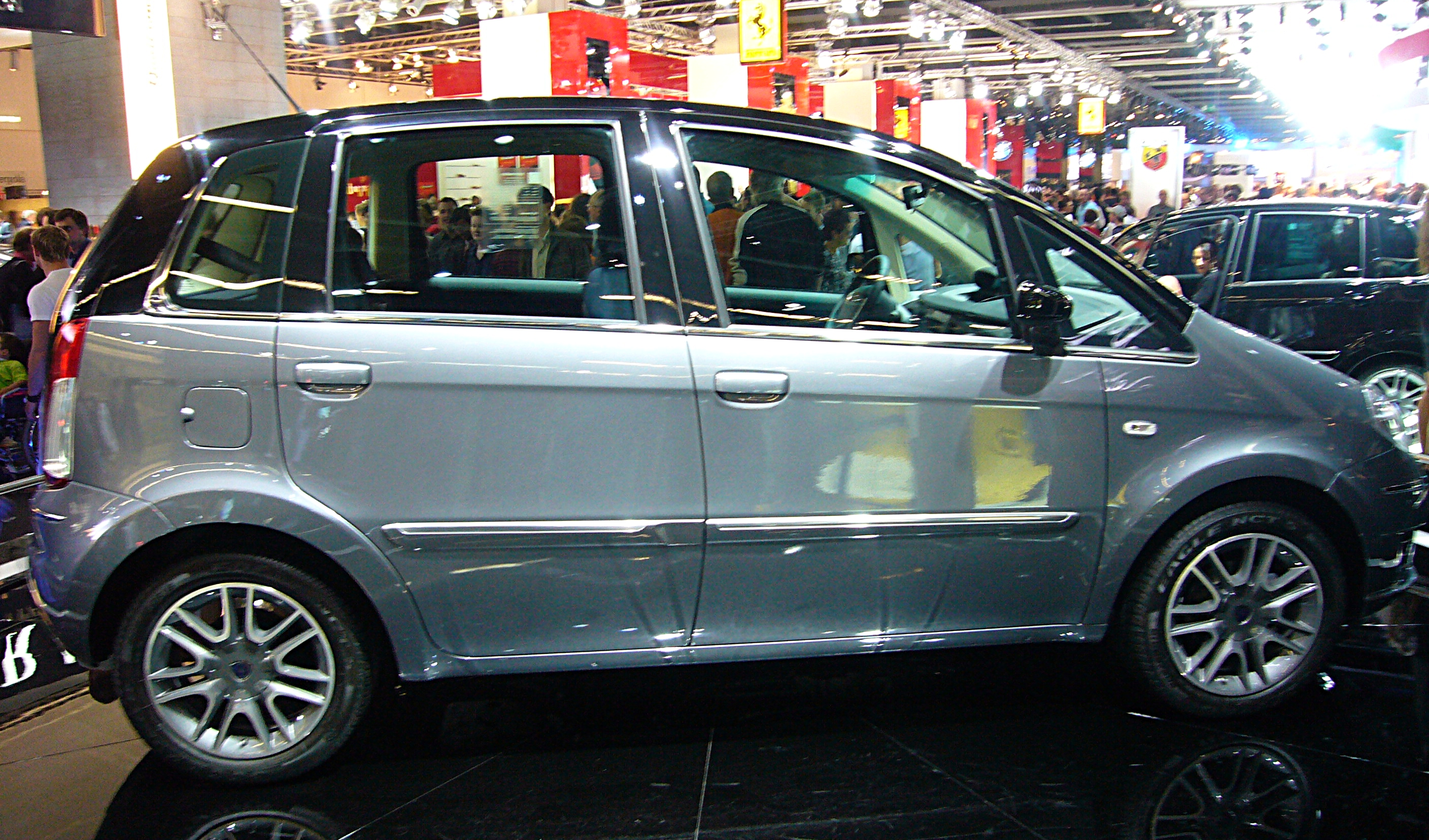
Musa 2008-2012
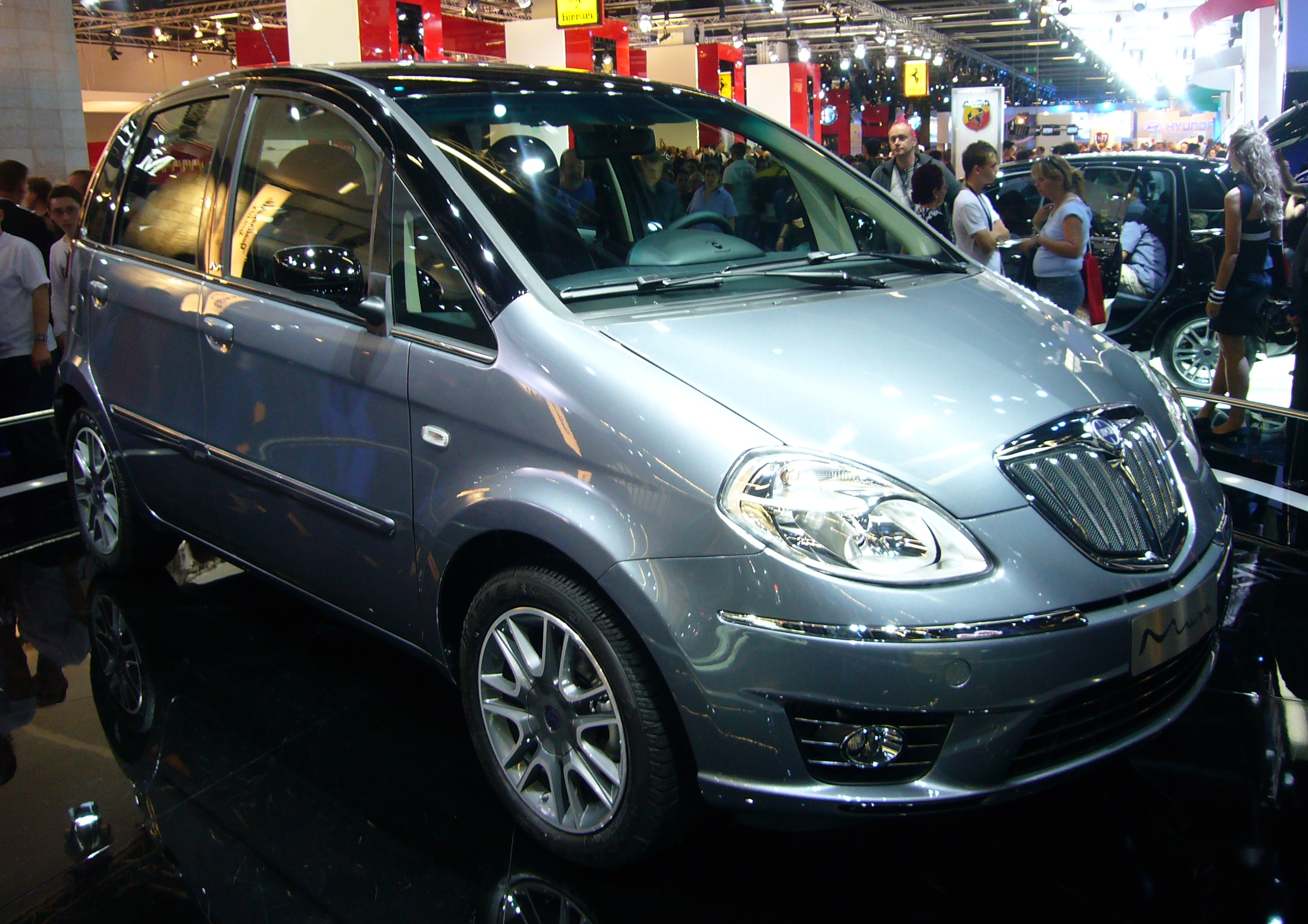
Musa 2008-2012

## Voetnoten
1. ↑  AD.nl - Autowereld - Lancia Musa: krachtiger uiterlijk

Huidige modellen:
Ypsilon
Recente modellen:
Dedra · 
Delta · 
Flavia · 
K · 
Lybra ·
Musa · 
Phedra ·
Prisma · 
Thema · 
Thesis · 
Trevi ·
Voyager - 
Y · 
Y10 · 
Z
Historische modellen na de Tweede Wereldoorlog:
2000 · 
Appia · 
Aurelia · 
Beta · 
D20 · 
D23 · 
D24 · 
D25 · 
D20 · 
Flaminia · 
Flavia · 
Fulvia · 
Gamma · 
Stratos
Historische modellen tijdens het Interbellum:
12 cil V · 
Aprilia · 
Ardea · 
Artena · 
Astura · 
Augusta · 
Dikappa · 
Dilambda · 
Kappa · 
Lambda · 
Trikappa
Historische modellen voor de Eerste Wereldoorlog:
Alfa · 
Beta 15/20HP · 
Dialfa · 
Didelta · 
Delta 20/30HP · 
Epsilon · 
Eta · 
Gamma 20HP · 
Theta · 
Zeta 12/15HP